# Morti nel 994
| Questa pagina contiene informazioni ricavate automaticamente dalle voci biografiche con l'ausilio del template Bio e di un bot. L'aggiornamento è periodico e automatico e ricostruisce completamente la pagina. Se manca una persona in questa lista, sei pregato di non aggiungerla, ma accertati piuttosto che la sua voce biografica contenga il template Bio e che i dati anagrafici siano correttamente compilati. Se il template Bio manca, inseriscilo tu stesso o, in alternativa, metti l'avviso {{tmp\|Bio}} che ne segnala la mancanza. Se i dati riportati sono sbagliati, correggi direttamente la voce biografica; le modifiche saranno visibili in questa lista entro pochi giorni. Per chiarimenti vedi il progetto biografie. La lista contiene solo le 16 persone che sono citate nell'enciclopedia e per le quali è stato implementato correttamente il template Bio. Pagina aggiornata al 19 ott 2024. |

- 9 marzo - Vitale di Castronovo, santo italiano
- 4 aprile - Ecberto il Guercio, nobile tedesco (n. 932)
- 23 aprile - Gerardo di Toul, vescovo e santo francese
- 11 maggio - Maiolo di Cluny, abate e santo francese
- 23 giugno - Lotario Udo I di Stade, nobile tedesco (n. 950)
- 8 luglio - Riccarda di Sualafeldgau, nobile austriaca
- 10 luglio - Leopoldo I di Babenberg, nobile tedesco (n. 940)
- 20 agosto - Fujiwara no Michinobu, poeta giapponese (n. 972)
- 28 agosto - Edvige di Svevia, nobile tedesca
- 28 ottobre - Sigerico di Canterbury, arcivescovo britannico
- 31 ottobre - Volfango di Ratisbona, monaco cristiano e vescovo tedesco (n. 924)
- Abu 'Isa al-Warraq, teologo arabo (n. 889)
- Sancho II Garcés di Navarra, re
- Al-Tanukhi, scrittore arabo (n. 941)
- Ali ibn Abbas al-Majusi, medico, psicologo e scrittore persiano (n. 930)
- Fujiwara no Takamitsu, poeta giapponese (n. 939)